# Илья Муромец
Илья́ Му́ромец (полное былинное имя — Илья Муромец сын Иванович, также встречаются варианты: Илья Моровлин, Муравленин, Муровец, Муромлян; Илия-змееборец) — один из главных героев древнерусского и русского былинного эпоса. Богатырь, крестьянский сын, выходец из Северо-Восточной Руси, приехавший на службу в Киев к князю Владимиру; возглавил оборону Древней Руси.
Парализован до 33 лет, получает силу от старцев (другой вариант: от калик перехожих), после чего борется с Соловьём-разбойником, идолищем, жидовином, татарами и, наконец, окаменевает. Некоторыми исследователями отождествляется со святым Илией Печерским Чеботком, мощи которого покоятся в Киево-Печерской лавре.
Впервые появляется в письменных источниках в XVI веке у Ф. С. Кмиты-Чернобыльского как Илья Муравленин, у Эриха Лясоты — как исполин Илья Моровлин в Софийском соборе Киева, в некоторых былинах — как Моровец, Муровец, Муравленин, Моровлянин. Образ Ильи Муромца широко представлен в литературе, музыке, живописи и кино.

## Былинные сюжеты, главным героем которых является Илья Муромец
«Я иду служить за веру христианскую,

И за землю русскую,

Да и за стольный Киев град,

За вдов, за сирот, за бедных людей

И за тебя, молодую княгиню, вдовицу Апраксию,

А для собаки-то князя Владимира

Да не вышел бы я вон из погреба». 
Илья Муромец фигурирует в киевском цикле былин: «Илья Муромец и Соловей-разбойник», «Илья Муромец и Идолище Поганое», «Ссора Ильи Муромца с князем Владимиром», «Бой Ильи Муромца с Жидовином». В былине «Святогор и Илья Муромец» рассказывается, как Илья Муромец учился у Святогора; и умирая, Святогор дунул в него духом богатырским, отчего силы в Илье прибавилось, и отдал свой меч-кладенец.
Прозаические рассказы об Илье Муромце, записанные в виде русских народных сказок и перешедшие к некоторым неславянским народам (финнам), не знают о киевских былинных отношениях Ильи Муромца, не упоминают князя Владимира, заменяя его безымянным королём; содержат они почти исключительно похождение Ильи Муромца с Соловьём-разбойником, иногда и с Идолищем, называемым Обжорой, и приписывают иногда Илье Муромцу освобождение царевны от змея.
По данным филолога С. Н. Азбелева, насчитывающего 53 сюжета героических былин, Илья Муромец является главным героем 15 из них (№ 1—15 по составленному Азбелевым указателю).
1. Обретение силы Ильёй Муромцем (Исцеление Ильи Муромца)[13]
2. Илья Муромец и Святогор
3. Илья Муромец и Соловей-разбойник[14]
4. Илья Муромец и Идолище
5. Илья Муромец в ссоре с князем Владимиром
6. Илья Муромец и голи кабацкие (редко существует в виде отдельного сюжета, обычно прикрепляется к сюжетам о ссоре с Владимиром)
7. Илья Муромец на Соколе-корабле
8. Илья Муромец и разбойники
9. Три поездки Ильи Муромца
10. Илья Муромец и Батый-царь
11. Илья Муромец и Жидовин
12. Илья Муромец и Тугарин (о жене Ильи Муромца)
13. Илья Муромец и Сокольник
14. Илья Муромец, Ермак и Калин-царь
15. Камское побоище
16. Илья Муромец и Калин-царь
17. Поединок Добрыни Никитича с Ильёй Муромцем
18. Илья Муромец и Алёша Попович

По каждому сюжету число отдельных вариантов, записанных от разных сказителей, исчисляется десятками и может превышать сотню (№ 3, 9, 10), в основном их было от 12 до 45 и более.

## Жизнеописание

### Былинная биография

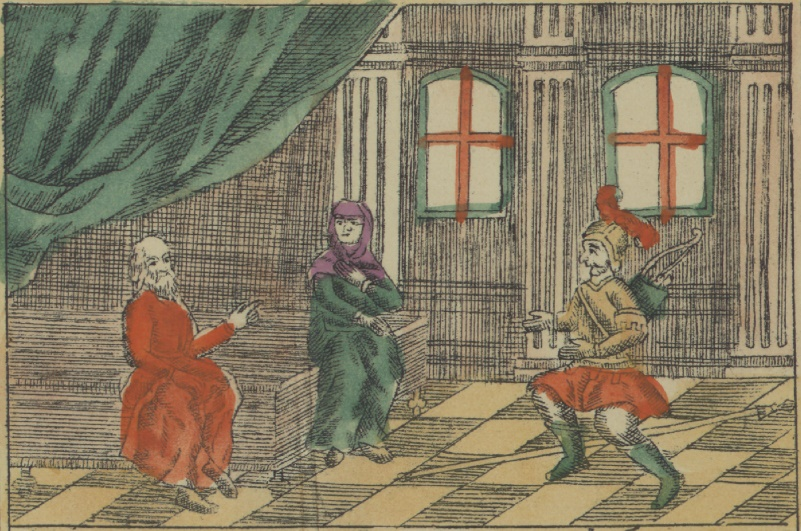
Илья Муромец с родителями. Лубок

Большое число сюжетов, посвящённых Илье Муромцу, даёт возможность представить в более или менее цельном виде биографию этого богатыря (как представлялась она сказителям).
Согласно былине «Исцеление Ильи Муромца», этот богатырь до 33 лет «не владел» руками и ногами, а затем получил чудесное исцеление от волхвов (или калик перехожих). Калики, придя в дом к Илье, когда никого, кроме него, не было, просят его встать и принести им воды. Илья на это ответил: «Не имею я да ведь ни рук, ни ног, сижу тридцать лет на седалище». Они повторно просят Илью встать и принести им воды. После этого Илья встаёт, идёт к водоносу и приносит воду. Старцы же велят Илье выпить воду. Илья выпил и выздоровел, после второго питья ощущает в себе непомерную силу, и ему дают выпить третий раз, чтобы уменьшить её. После старцы говорят Илье, что он должен идти на службу к князю Владимиру. При этом они упоминают, что по дороге в Киев есть неподъёмный камень с надписью, который Илья тоже должен посетить. Илья прощается со своими родителями и отправляется «к стольному граду ко Киеву» и приходит сначала «к тому камени неподвижному». На камне был написан призыв к Илье сдвинуть камень с места. Там он найдёт коня богатырского, оружие и доспехи. Илья отодвинул камень и нашёл там всё, что было написано. Коню он сказал: «Ай же ты, конь богатырский! Служи-ка ты верою-правдою мне». После этого Илья скачет к князю Владимиру.
Психиатры интерпретируют невозможность ходить Ильи Муромца как явление астазии-абазии при отсутствии органической патологии опорно-двигательного аппарата. Подобные нарушения характерны для диссоциативных (конверсионных) расстройств (ранее называвшихся истерией).

### Историческая интерпретация
Согласно общепринятой версии, Илья Муромец родился в деревне Карачарово, неподалёку от Мурома (Владимирская область).
Некоторые историки XIX века высказывали предположение, что его малой родиной мог быть Карачев (Брянская область) и расположенный не так далеко от него город Моровийск на Черниговщине (современное село Моровск Козелецкого района Черниговской области). Данное заключение основывается на возможности происхождения в народном эпосе образа Ильи Муромца от преподобного киевского инока Илии Печерского, а также на том, что в первых упоминаниях о богатыре на территории южной Руси, его называли не Муромцем, а Моровлином, Муравлениным. Однако, Моровийск, несмотря на близость к Киеву, впервые упомнянут в XII веке и был весьма невелик, тогда как Муром, впервые упомянут в летописи под 862 годом, когда ещё не существовал, но в период жизни Илии Печерского был относительно крупным городом. Кроме того, обсуждая это предположение, А. И. Соболевский отмечал, что Муром был известен в Киеве под искажённым названием Моров, что могло привести к упоминанию Ильи Муромца как «Моровца» в южнорусском фольклоре.
Илья Муромец как Илиас и царский сын упоминается в XIII веке в норвежской «Саге о Тидреке Бернском» (Þiðreks saga) и в немецкой поэме «Ортнит».

## Фольклор за пределами Русского Севера

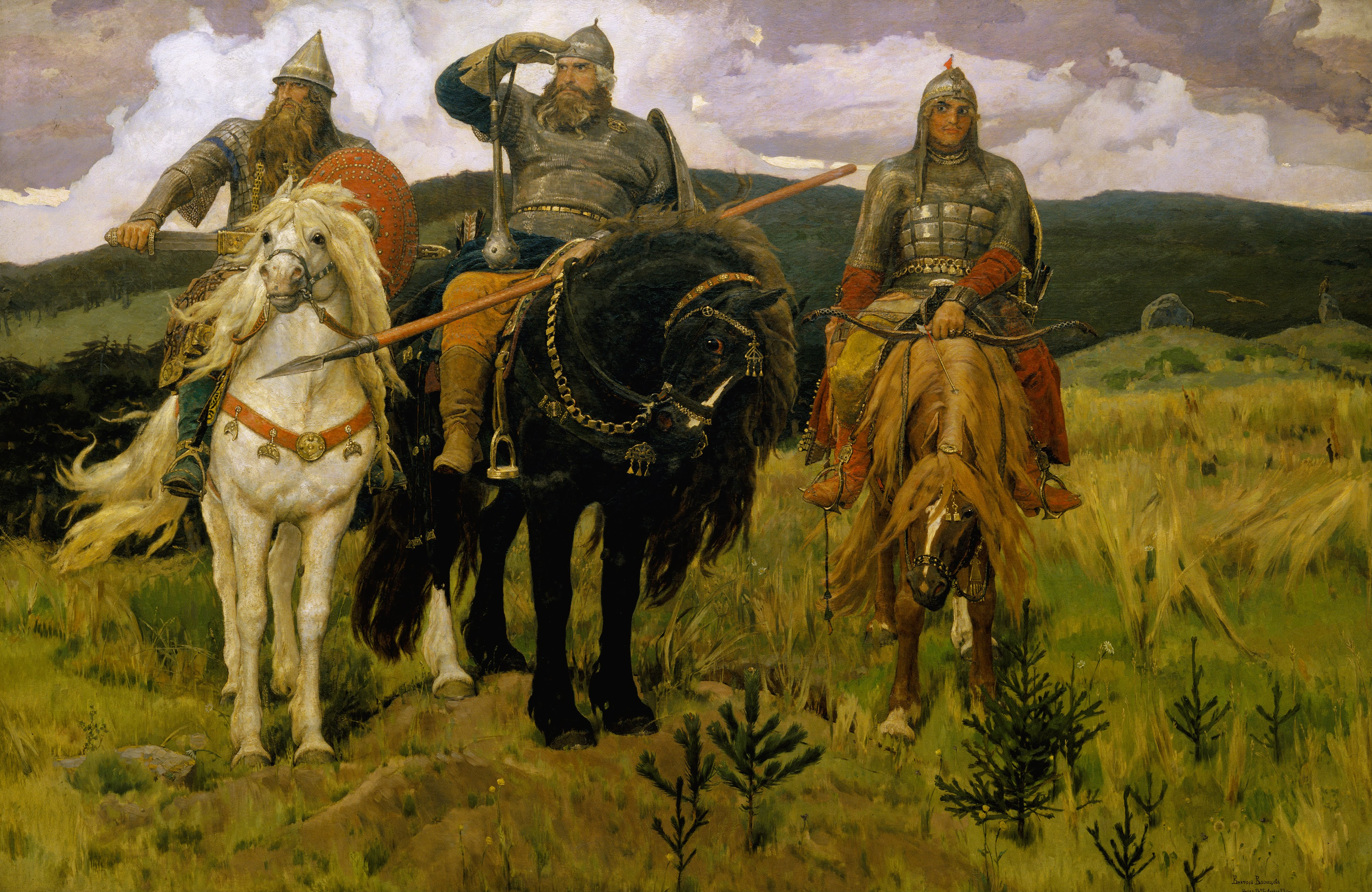
«Богатыри». Виктор Васнецов. 1881—1898. Илья Муромец в центре

За пределами губерний Олонецкой, Архангельской и Сибири (сборник Кирши Данилова и С. Гуляева) известны лишь несколько былинных сюжетов с именем Ильи Муромца:
- Илья Муромец и Соловей-разбойник[25];
- Илья Муромец и разбойники;
- Илья Муромец на Соколе-корабле
- Илья Муромец и сын.

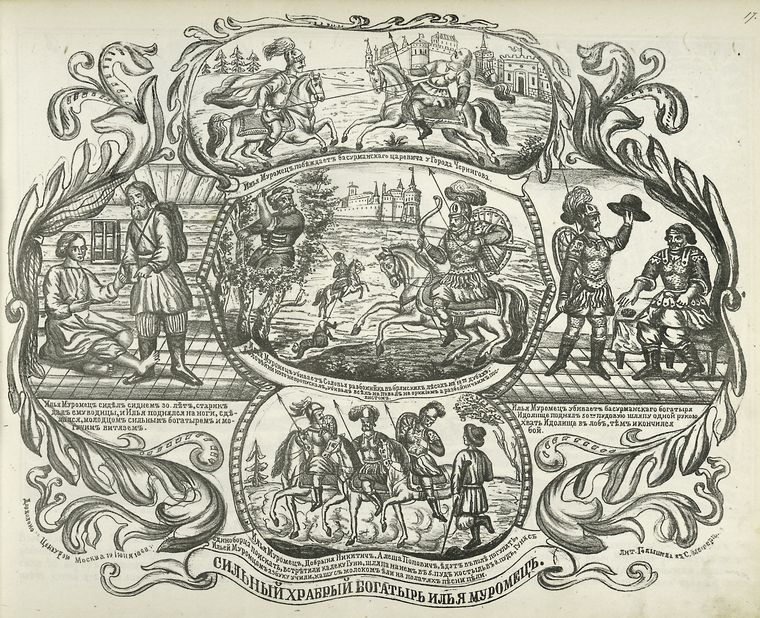
Лубок. «Сильный и храбрый богатырь Илья Муромец»

В центральных и южных частях России известны только былины без прикрепления Ильи Муромца к Киеву и князю Владимиру и наиболее популярны сюжеты, в которых играют роль разбойники («Илья Муромец и разбойники») или казаки («Илья Муромец на Соколе-корабле»), что свидетельствует о популярности Ильи Муромца в среде вольнолюбивого населения, промышлявшего на Волге, Яике и входившего в состав казачества.
Украинские легенды также не всегда совпадают с русскими былинами и сказаниями об этом богатыре.
Богатырь Илько Муровец (также иногда упоминается в украинской былинно-эпической традиции как Илья Муромец, Илья Моровлянин, Илья Мурин и т. п.) — персонаж украинских былин. По утверждениям украинского писателя Валерия Шевчука, Илья Муровец был крестьянского происхождения, и это связывает его с древним киевским богатырём Микулой Селяниновичем — образом Полянского племени, которому передал свою силу бог Святогор.
В украинской былинной традиции нет такого количества вариантов былин, как в северо-восточной, и всё же до нашего времени дошло значительное количество украинских былин про Илька Муровця. Согласно данным Шевчука, до нашего времени дошло как минимум четыре украинские былины о Ильке Муровце (где он фигурирует под разными именами, такие как Илья Мурин, Илья Швец и т. д.)
Илья Мурин (подаётся по изданию: Сказки и рассказы из Подолья. Киев, 1928. стр. 275—280. Былина записана в середине XIX веке украинским фольклористом Андрей Диминским)
Илья Муромец и Святогор (записано составителем книги, Валерием Шевчуком, с голоса кобзаря Зиновия Штокалка)
Илья Швец и Змей (подаётся по изданию: малорусские народные предания и рассказы. Свод Драгоманова М — М., 1876. — С. 248—249)
Об Илье Муромце и Соловия (записано составителем книги, Валерием Шевчуком, с голоса кобзаря Зиновия Штокалка)
В XVIII веке Илью Муромца упоминает также и Иван Котляревский в своей «Энеиде».
Нередко встречается смешение Ильи Муромца с Ильёй пророком. Смешение это произошло и на предполагаемой эпической родине Ильи Муромца, в представлении крестьян села Карачарово (близ Мурома), причём в рассказах этих крестьян связь Ильи Муромца с Киевом и князем Владимиром вовсе отсутствует. Исследование эпической биографии Ильи Муромца приводит к убеждению, что на имя этого популярного богатыря наслоилось много сказочных и легендарных странствующих сюжетов.
Богатырь Илья является героем не только русских былин, но и германских эпических поэм XIII века. В них он представлен могучим витязем княжеского рода Ильёй русским (нем. Ilias von Riuzen). Упоминания о нём за рубежом многочисленны, в том числе и в сагах.

## Возможные прототипы

### Илия Печерский

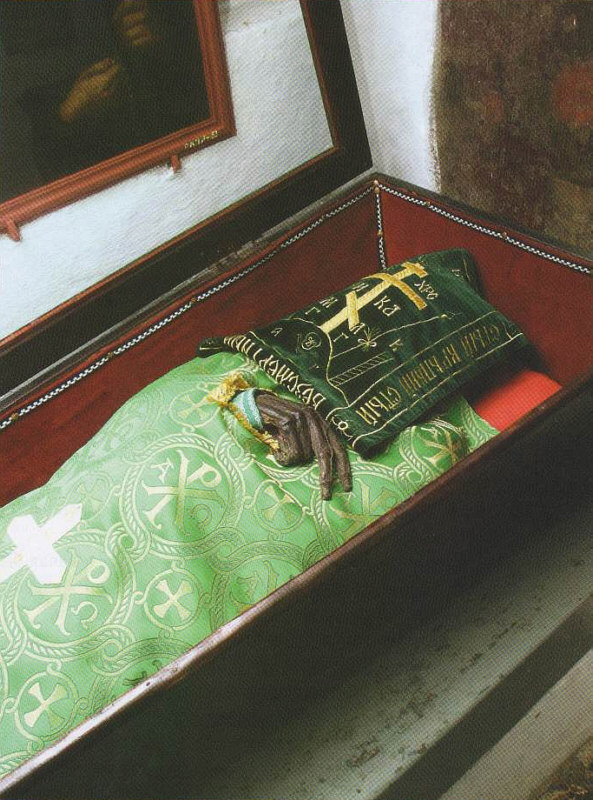
Мощи Илии Печерского

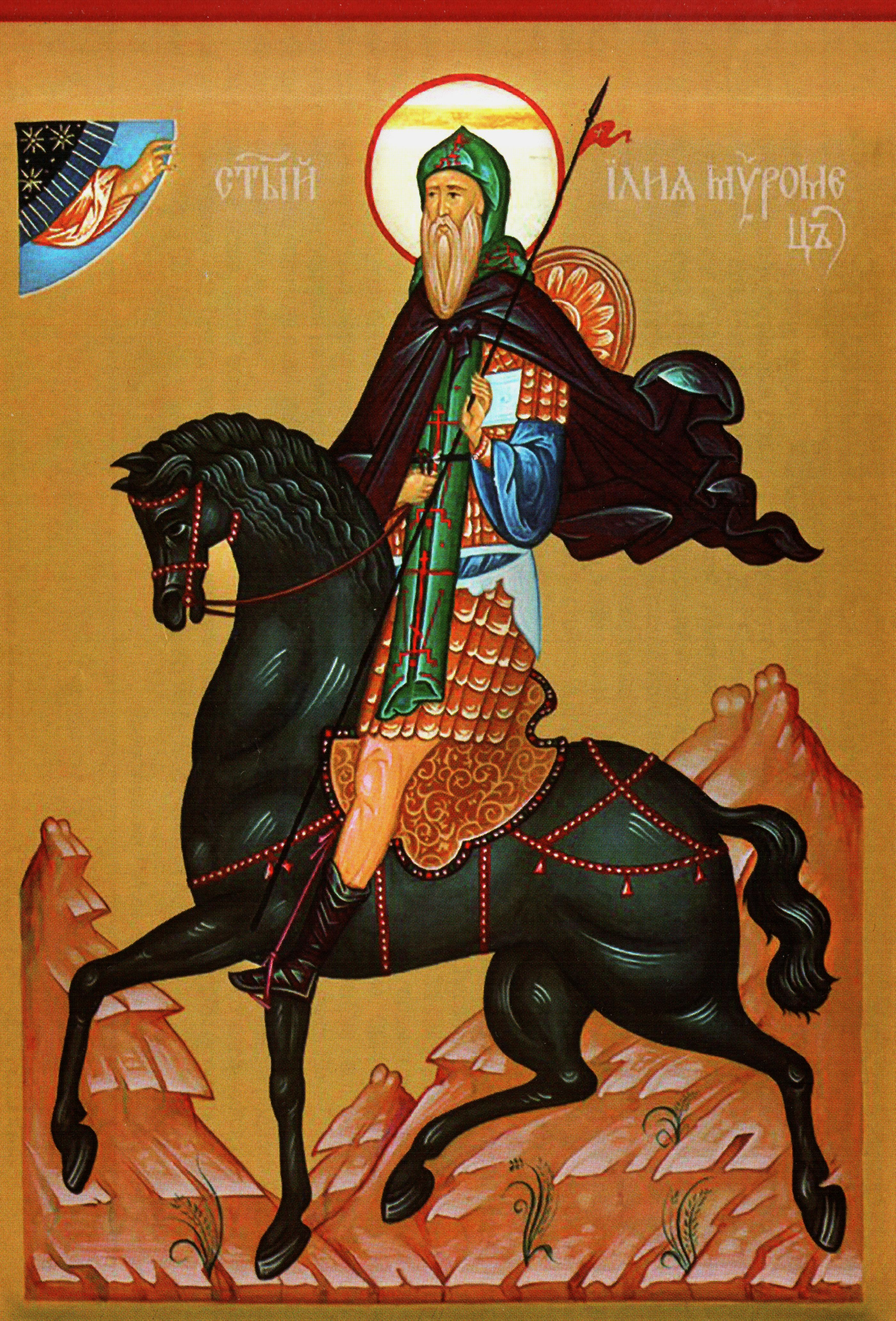
«Святы́й Илия Муромец». Русская икона конца XIX века

Прообразом былинного персонажа часть исследователей считает исторического персонажа, силача по прозванию «Чоботок», принявшего монашество в Киево-Печерской лавре с именем Илия, и причисленного в 1643 году к лику святых православной церкви как «преподобный Илия Муромец».
Согласно этой теории, Илья Муромец жил в XII веке и скончался в Киево-Печерской лавре около 1188 года. По другой версии, он погиб в 1203 году во время разорения Киева и лавры половцами князя Рюрика Ростиславича. Память по церковному календарю — 19 декабря (1) января. Русские летописи не упоминают его имени. В конце жизни он постригся в Печерском монастыре под именем Илия.
Мощи покоятся в Ближних пещерах Киево-Печерской лавры (кисть руки имеет сквозное повреждение, схожее на последствия ранения от копья). Надгробная плита Илии Печерского расположена возле могилы Столыпина. Часть мощей Илии — средний палец левой руки — находится в Спасо-Преображенском монастыре города Мурома.
В 1988 году Межведомственная комиссия Минздрава УССР провела экспертизу мощей, в результате которой было установлено, что это был крупный и высокий мужчина, умерший в возрасте 40—45 лет от ранения в области сердца и перенёсший в юности паралич конечностей.

### Илейко Муромец
В XVII веке был известен Илейко Муромец (Илья Иванович Коровин) — самозванец Лжепётр времён Смутного времени, казнённый в 1607 году. По мнению учёных, в частности русского историка Иловайского, выражение «старыя казак» объясняется тем, что в конце царствования Бориса Годунова Илейка Муромец находился в казачьем отряде, в составе войска воеводы князя Ивана Хворостинина.

## Илья Муромец в русской культуре
Памятники

Памятник Илье Муромцу в Муроме

Памятник Святому Илье Муромцу во Владивостоке

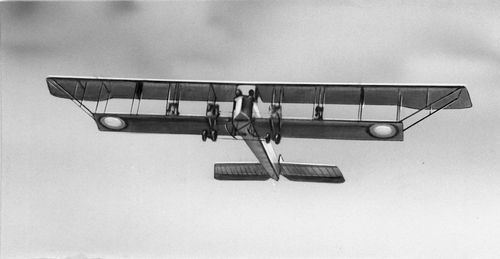
Четырёхмоторный цельнодеревянный биплан «Илья Муромец»

Бомбардировщик Ту-160 «Илья Муромец»

- В 1999 году в городском парке Мурома был установлен памятник Илье Муромцу скульпторов В. М. Клыкова и В. В. Талькова
- В 2012 году в Адмиральском сквере города Владивостока был установлен памятник святому Илье Муромцу скульптора Зинича. Памятник является подарком группы компаний «Стимэкс» и общественности г. Красноярска городу Владивостоку.
- В 2018 году в парке «Муромец» города Киева был установлен 11-метровый памятник Илье Муромцу. Скульптуру изготовили на 3D-принтере по частям, а впоследствии залили бронзой. Позировал для памятника заслуженный мастер спорта Украины Василий Вирастюк[35].

### Объекты, названные в честь Ильи Муромца
Географические объекты
- Находящийся на полуострове Медвежий один из самых высоких водопадов России носит имя Илья Муромец.
- В районе Киева на Днепре находится остров Муромец.

Организации
- Киностудия детских и юношеских фильмов «Илья Муромец»
- Открытый паевой инвестиционный фонд «Тройка Диалог — Илья Муромец»

Техника
- Илья Муромец — фрегат Российского императорского флота[36].
- В 1913 году имя богатыря получил самолёт-бомбардировщик, созданный авиаконструктором Игорем Сикорским.
- «Илья Муромец» — один из бронетракторов Гулькевича.
- Илья Муромец — бронеавтомобиль
- «Илья Муромец» — русский и советский ледокольный пароход 1915 года постройки
- «Илья Муромец» — российский ледокол проекта 21180, введён в строй в 2017 году
- Имя «Илья Муромец» носил красный бронепоезд в Гражданскую войну
- Илья Муромец — лёгкий бронепоезд Донской армии Белого движения в Гражданскую войну.
- «Илья Муромец» — один из танков КС
- Илья Муромец — советский бронепоезд в Великую Отечественную войну. Его бронепаровоз в настоящий момент установлен в качестве памятника в городе Муроме.
- В 1958 году был введён в эксплуатацию круизный теплоход «Илья Муромец»
- Илья Муромец — советский портовый ледокол 1965 года постройки, головное судно проекта 97К
- «Илья Муромец» — советский стратегический бомбардировщик Ту-160 с бортовым номером 06

### Словесность
Художественная литература
- «Гистория об Илье Муромце» — рукописная народная книга XVIII века
- Илья Муромец — незавершённая поэма («богатырская сказка») Н. М. Карамзина
- «Илья Муромец» — баллада А. К. Толстого
- Райнис написал трагедию «Илья Муромец» (1922)
- «Илья Муромец (сын рода вольного). Киносценарий» (1959) — книга Михаила Кочнева
- Илья Муромец — персонаж рассказа Василия Шукшина «До третьих петухов» (1975).
- Илья Муромец — главный герой одноимённого романа Ивана Кошкина.
- Илья — центральный персонаж романа Олега Дивова «Храбр» (2006), имеющего целью, по словам автора «погружение в атмосферу того времени». Борьба богатыря с Соловьём-разбойником трактуется в романе с привлечением гипотезы о доживших до того времени неандертальцах, а прозвище «Муромец» трактуется как искажённое «Урманин», то есть викинг, варяг. Кроме романа книга содержит обширное приложение научно-популярного характера, дающее довольно подробную историческую справку и обзор различных гипотез о прототипе и происхождении былинного героя.
- Илья сын Иванов — один из главных героев исторического романа «Девятный Спас» (2007) Анатолия Брусникина. В произведении угадываются образы других сказочных персонажей: Дмитрий Никитин, Алексей Попов, Василиса.
- «Легенда о ретивом сердце[37]» Загорный Анатолий Гаврилович, Москва, изд. «Советская Россия», 1987 г. Из предисловия: « Историческая повесть А. Загорного „Легенда о ретивом сердце“ посвящена главным героям нашего былинного эпоса, тем, кто первым принимал на заставах удары кочевнической стихии в суровые годы становления русской государственности. События, о которых рассказывается в „Легенде“, происходят в правление великого князя Владимира Красное Солнышко (980—1013 гг.). Имея в виду реальное существование народных защитников в лице Ильи Муромца, Добрыни Никитича и Алёши Поповича, автор показывает их не фантастическими „сверхчеловеками“, а обыкновенными людьми, но только наделёнными могучим духом, недюжинной физической силой, людьми, беззаветно преданными родной земле. Пристально вглядываясь сквозь былинную красочную вязь в мир Древней Руси, автор рисует народные сцены, участниками которых являются холопы, смерды, горожане-ремесленники, бояре, воины»

Современный фольклор
- В современном русском городском фольклоре Илья Муромец является героем небольшого цикла анекдотов (обычно вместе с Алёшей Поповичем и Добрыней Никитичем).

### Изобразительное искусство
Живопись
- Илья Муромец — персонаж картины Виктора Васнецова «Богатыри», под впечатлением былины «Илья Муромец и разбойники» он же написал картину «Витязь на распутье».
- «Илья Муромец на пиру у князя Владимира» — картина В. П. Верещагина.
- Илья Муромец — картина Николая Рериха.
- «Илья Муромец освобождает узников», «Илья Муромец и голь кабацкая», «Илья Муромец в ссоре с князем Владимиром», «Дар Святогора» — картины Константина Васильева.

Иллюстрации
- К былинам об Илье Муромце Иван Билибин создал иллюстрации: «Илья Муромец», «Илья Муромец и Святогор», «Илья Муромец и Соловей-разбойник», «Илья Муромец и жена Святогора».

Гравюры
- Есть лубочные картины об Илье Муромце: «Илья Муромец и Соловей-разбойник», «Сильный и храбрый богатырь Илья Муромец».

### Музыка
Оперы
- Катерино Кавос написал оперу «Илья-богатырь» на либретто Ивана Крылова.
- В опере-фарсе композитора Александра Бородина «Богатыри» есть роль Ильи Муромца.
- Композитор Леонид Малашкин написал оперу «Илья Муромец, или Русские богатыри».
- Илья Муромец — персонаж оперы Михаила Иванова «Забава Путятишна».
- «Илья Муромец» — опера Валентины Серовой.
- Опера «Илья Муромец» композитора Бориса Феоктистова.

Симфонические произведения
- В 1909—1911 гг. композитор Рейнгольд Глиэр создал 3-ю симфонию под названием «Илья Муромец».

Хоровая музыка
- В 2011 году композитор Андрей Микита написал «Славословие преподобному Илие Муромскому» для смешанного хора, солистов и трёх детских голосов[значимость факта?].
- Ансамбль «Казачий круг» исполняет народную песню «Былина про Илью Муромца („Выезд Ильи Муромца“)».

Рок-музыка
- Рок-былина «Илья» 1988 года фолк-группы «Эпос».
- У группы «Сектор Газа» в альбоме 1991 года «Ночь перед Рождеством» присутствует песня «Илья Муромец».
- Музыкальный альбом 2006 года «Рок-былина Илья Муромец» группы «Сектор Газовой Атаки».

### Театр
- Спектакль «Илья Муромец, крестьянский сын» Театра кукол имени С. В. Образцова (1951).
- Илья Муромец — один из персонажей русского райка.

### Фильмы
- Илья Муромец (1956; СССР) режиссёр Александр Птушко, в роли Ильи Борис Андреев.
- «Этот негодяй Сидоров» (1984), в роли Валентин Букин.
- «За тридевять земель» (2002), в роли Александр Пятков.
- В фильме «Чудеса в Решетове» (2004) в роли Анатолий Киселёв.
- «Приключения в Тридесятом царстве» (2010), в роли Станислав Дужников.
- «Реальная сказка» (2011), в роли Алексей Дмитриев.
- «Последний богатырь» (2017), в роли Юрий Цурило.
- В 2016 году объявлено, что российским режиссёром Кареном Оганесяном будет снят фильм «Илия Муромец». В картине, которую планируется создать в жанре масштабного фэнтези, сыграют российский артист Владимир Машков и немецкий актёр Тиль Швайгер[38].
- В 2017 году вышел украинский приключенческий фильм-фэнтези «Сторожевая застава», где роль Ильи исполнил Олег Волощенко.

### Мультфильмы
- В 1975—1978 гг. была снята дилогия мультфильмов «Илья Муромец (Пролог)» и «Илья Муромец и Соловей-разбойник»[39]. Илью озвучил Алексей Консовский.
- Илья Муромец и Соловей-разбойник (2007; Россия) — режиссёр Владимир Торопчин, Илью озвучил Валерий Соловьёв.
- Три богатыря и Шамаханская царица (2010; Россия) — режиссёр Сергей Глезин, Илью озвучил Дмитрий Быковский-Ромашов.
- Три богатыря на дальних берегах (2012; Россия) — режиссёр Константин Феоктистов, Илью озвучил Дмитрий Быковский-Ромашов.
- Три богатыря. Ход конём (2015; Россия) — режиссёр Константин Феоктистов, Илью озвучил Дмитрий Быковский-Ромашов.
- Три богатыря и морской царь (2016; Россия) — режиссёр Константин Феоктистов, Илью озвучил Дмитрий Быковский-Ромашов.
- Три богатыря и принцесса Египта (2017; Россия) — режиссёры Константин Феоктистов, Илью озвучил Дмитрий Быковский-Ромашов.
- Три богатыря и наследница престола (2018; Россия) — режиссёр Константин Бронзит, Илью озвучил Дмитрий Быковский-Ромашов.
- Конь Юлий и большие скачки (2020; Россия) — режиссёры Дарина Шмидт и Константин Феоктистов, Илью озвучил Дмитрий Быковский-Ромашов.
- Три богатыря и Конь на троне (2021; Россия) — режиссёры Дарина Шмидт и Константин Феоктистов, Илью озвучил Дмитрий Быковский-Ромашов.

### Видеоигры
- Алёша Попович и Тугарин Змей (2005; Россия)
- Добрыня Никитич и Змей Горыныч (2006; Россия)
- Илья Муромец и Соловей-Разбойник (2007; Россия)
- Три богатыря и Шамаханская царица (2010; Россия)
- Три богатыря. Ход конём (2014; Россия)
- Три богатыря. Приключения (2018; Россия)

## День Ильи Муромца
Отмечается 19 декабря (1 января). Почитаемый в этот день святой Илья Муромский (Печерский) русскими смешивался с былинным богатырём Ильёй Муромцем.
Кроме того, Илью Муромца почитают 25 сентября (8 октября).
Во многих губерниях Российской империи верили, что Илья Муромец ездит по небу «на шести конях», и именно этим объясняли раскаты грома. Во многих местностях, где, по преданию, конь Ильи Муромца выбивал копытом родники, поставлены часовни во имя святого Ильи. Связь с громом и родниками сближало былинного богатыря с Ильёй пророком, поэтому Илью Муромца вспоминали и в Ильин день.